# Barber B. Conable

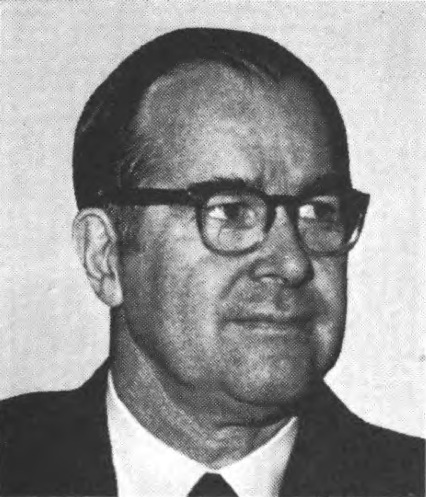
Barber Conable

Barber Benjamin Conable Jr. (* 2. November 1922 in Warsaw, Wyoming County, New York; † 30. November 2003 in Sarasota, Florida) war ein US-amerikanischer Politiker der Republikanischen Partei, Bankier, Abgeordneter des Repräsentantenhauses für den Staat New York sowie Präsident der Weltbank.

## Leben
Nach dem Besuch der öffentlichen Schulen in seiner Heimatstadt Warsaw begann er 1942 ein Studium der Rechtswissenschaften an der Law School der Cornell University in Ithaca, das er 1948 mit der Graduierung zum Bachelor of Laws (LL.B.) abschloss. Während seines Studiums war er Präsident der Quill and Dagger- sowie Mitglied der Phi Delta Theta-Studentenverbindungen. Nach seinem Militärdienst im United States Marine Corps (USMC) im Zweiten Weltkrieg mit Einsätzen bei der Schlacht um Iwo Jima begann er nach Abschluss des Studiums und der Eröffnung einer eigenen Anwaltskanzlei eine Tätigkeit als Rechtsanwalt in Buffalo. Zugleich war er Offizier der USMC-Reserve und trat während des Koreakrieges von 1950 bis 1952 wieder in den aktiven Militärdienst als Oberst. Zwischen 1952 und 1963 war er in einer Gemeinschaftskanzlei mit seinem Vater als Rechtsanwalt in Batavia tätig.
1963 begann er daneben eine politische Laufbahn als Mitglied des Senats von New York. Bereits im folgenden Jahr wurde er als Kandidat der Republikanischen Partei für den Bundesstaat New York zum Abgeordneten des US-Repräsentantenhauses gewählt, dem er vom 3. Januar 1965 bis zum 3. Januar 1985 angehörte. Während seiner langjährigen Abgeordnetentätigkeit erwarb er sich insbesondere ab 1967 einen Ruf als Vertreter der Republikaner im einflussreichen Finanz- und Haushaltsausschuss (Committee on Ways and Means), dem er zwischen 1977 und 1985 als Minderheitsführer (Ranking Minority Member) angehörte. Dabei war er insbesondere einer der führenden Fachleute für die Steuergesetzgebung wie auch 1974 beim Handelsgesetz sowie 1977 beim Gesetz über Kapitaleinkünfte und dem Gesetz für soziale Sicherheit. Seine langjährige Freundschaft zu Richard Nixon brach er aufgrund der Watergate-Affäre 1974. 1984 verzichtete er auf eine erneute Kandidatur.
Im Juli 1986 wurde er als Nachfolger von Alden W. Clausen durch US-Präsident Ronald Reagan zum Präsidenten der Weltbank ernannt und übte dieses Amt bis zu seiner Ablösung durch Lewis T. Preston im August 1991 aus.
Unmittelbar nach seinem Amtsantritt begann er mit der Reorganisation der Weltbank, indem er von allen Beschäftigten der Weltbank eine Wiederbewerbung für ihren Arbeitsplatz forderte. Bereits 1987 sah er einen Ansatz der globalen Armutsbekämpfung im Umweltschutz und trat daher für die Einrichtung einer Umweltabteilung bei der Weltbank ein. In seiner Funktion als Weltbank-Präsident nahm er unter anderem an der Uruguay-Runde 1990 teil.

## Veröffentlichungen
- Congress and the income tax, 1989.
- The Conable Years at the World Bank: Major Policy Addresses of Barber B. Conable, 1986-91. World Bank, Washington, D.C. 1991.
- mit Richard S. Belous, S. Dahlia Stein und Nita Christine Kent: Foreign Assistance in a Time of Constraints. National Planning Association, Washington, D.C. 1995.[7]

## Hintergrundliteratur
- James S. Fleming: Window on Congress – a congressional biography of Barber B. Conable, Jr. 2004, ISBN 1-58046-128-X.
- Devesh Kapur, John Prior Lewis, Richard Charles Webb: The World Bank: History. 1997, ISBN 0-8157-5234-2.
- Bill Kauffman (Hrsg.): The Congressional Journal of Barber B. Conable, Jr., 1968–1984. University Press of Kansas, 2021, ISBN 978-0-7006-3209-1 (englisch, 406 S.).